# Copa de Bielorrusia de balonmano
La Copa de Bielorrusia (en bielorruso: Кубак Беларусі) es una competencia a nivel clubes organizada en Bielorrusia (Belarús), la cual se realiza anualmente.
Cabe destacar que el Meshkov Brest es el club más laureado de la competencia con 13 conquistas, seguido por el SKA Minsk con 8 títulos, siendo este último el primer campeón (1998).

## Palmarés
- HC Meshkov Brest: 13 títulos, 2004, 2005, 2007, 2008, 2009, 2011, 2014, 2015, 2016, 2017, 2018, 2020, 2021
- SKA Minsk 10 títulos, 1998, 1999, 2000, 2001, 2002, 2006, 2012, 2019, 2022, 2023
- HC Dinamo Minsk 1 título, 2010